# Benoitesmus tubulatus
Benoitesmus tubulatus är en mångfotingart som först beskrevs av Demange 1972.  Benoitesmus tubulatus ingår i släktet Benoitesmus och familjen Chelodesmidae. Inga underarter finns listade i Catalogue of Life.